# Бакалис, Майкл
Майкл Дж. Бака́лис (англ. Michael J. Bakalis; род. 23 марта 1938, Беруин, Иллинойс, США) — американский университетский работник и политик-демократ, финансовый инспектор Иллинойса (1977—1979), а ранее суперинтендант общественного образования Иллинойса (1971—1975). Кандидат в губернаторы Иллинойса (1978). Преподаёт в Северо-Западном университете (с 1994 года).

## Биография
Родился 23 марта 1938 года в Беруине (Иллинойс, США) в семье греков. Дед Бакалиса по материнской линии иммигрировал в США из Греции в 1898 году, а отец — в 1923 году.
Окончил Северо-Западный университет с учёными степенями бакалавра (1959), магистра (1962) и доктора философии (1966).
Работал заместителем декана в Университете Северного Иллинойса, деканом Школы образования Университета Лойолы в Чикаго, а также президентом Тритонского колледжа (1990—1992).
С 1994 года работает в Высшей школе менеджмента Келлогга в Северо-Западном университете, где преподаёт государственный и некоммерческий менеджмент, политику и стратегию.
В 1971—1975 годах — суперинтендант общественного образования Иллинойса.
В 1977—1979 годах — финансовый инспектор Иллинойса.
В 1978 году, имея репутацию непоколебимого защитника образования, стал кандидатом в губернаторы Иллинойса, выиграв на праймериз Демократической партии. Итогом голосования стала победа действовавшего главы штата республиканца Джеймса Томпсона (59 % против 40 % голосов), которого Бакалис критиковал за политику в сфере образования и налогов.
В 1980—1982 годах занимал должность помощника заместителя министра образования США, осуществляя руководство 10 региональными отделениями.
В 1988 году управлял избирательной кампанией Майкла Дукакиса, участвовавшего в президентских выборах.
В 1999 году учредил некоммерческую организацию «American Quality Schools», президентом и CEO которой является. Организация осуществляет управление чартерными школами на Среднем Западе США.
В 2002 году вновь выдвигал свою кандидатуру на пост губернатора Иллинойса, но проиграл внутрипартийные выборы по причине отсутствия финансовых средств.
Автор многочисленных статей и профессиональных публикаций, включая книгу «Ахиллесова пята» (англ. The Achilles Heel). Читает лекции в Национальном греческом музее в Чикаго.

## Личная жизнь
В браке с супругой Дези имеет дочерей Патти и Эрин.